# Mrs. Robinson
Mrs. Robinson är en sång skriven av Paul Simon och som ursprungligen framfördes av Simon & Garfunkel. En ofullständig version finns med i den amerikanska filmen Mandomsprovet (The Graduate) från 1967. Den färdiga versionen av Mrs. Robinson gavs senare ut på Simon & Garfunkels album Bookends från 1968. 
Arbetstiteln för sången var egentligen "Mrs. Roosevelt" och den var inte avsedd för filmen Mandomsprovet, men när filmens regissör Mike Nichols fick höra några toner rådde han Simon att "nu handlar den om Mrs. Robinson, inte Mrs. Roosevelt." Singeln släpptes i april 1968 och låg på första plats på Billboard den 1 juni 1968.
I filmen Mandomsprovet spelar Dustin Hoffman en nyligen utexaminerad college-student som inleder ett förhållande med en äldre gift kvinna, mrs Robinson. Sångtiteln används därför ibland som en ironisk kommentar (bland annat i andra filmer) när en äldre kvinna förför en yngre man.

## Listplaceringar
| Lista (1968)   | Topplacering      |
| -------------- | ----------------- |
| Australien     | 8                 |
| Danmark        | 12 (DR "Top 20")  |
| Finland        | 32                |
| Frankrike      | 22                |
| Irland         | 6                 |
| Kanada         | 1                 |
| Nederländerna  | 5                 |
| Norge          | 8                 |
| Nya Zeeland    | 9                 |
| Schweiz        | 6                 |
| Spanien        | 7                 |
| Storbritannien | 4                 |
| Sverige        | 13 (Kvällstoppen) |
| Sverige        | 6 (Tio i topp)    |
| USA            | 1                 |
| Västtyskland   | 39                |

### Fotnoter
1. ↑  ”Listplacering”. http://hitsofalldecades.com/chart_hits/index.php?option=com_content&task=view&id=1712&Itemid=52. Läst 24 oktober 2019.
2. ↑  ”Hejmdal, "Ung 68", Listplacering”. https://www2.statsbiblioteket.dk/mediestream/avis/record/doms_aviser_page%3Auuid%3A3e57bfd2-d13d-4bcd-80ad-6a692419d89a/query/Hejmdal/page/doms_aviser_page%3Auuid%3Aa90c68e8-0b12-4cce-acd3-3de9f6c7876c. Läst 24 mars 2021.
3. ↑  ”Listplacering”. http://suomenlistalevyt.blogspot.com/2015/08/sii-six.html. Läst 24 mars 2021.
4. ↑  ”Listplacering”. http://www.infodisc.fr/Tubes_Artistes_S.php. Läst 24 mars 2021.
5. ↑  ”Listplacering”. http://irishcharts.ie/search/placement?page=1&search_type=title&placement=Mrs+Robinson. Läst 24 mars 2021.
6. ↑  ”Listplacering”. https://www.bac-lac.gc.ca/eng/discover/films-videos-sound-recordings/rpm/Pages/item.aspx?IdNumber=4304&. Läst 24 oktober 2019.
7. ↑  ”Listplacering”. http://dutchcharts.nl/showitem.asp?interpret=Simon+%26+Garfunkel&titel=Mrs%2E+Robinson&cat=s. Läst 23 maj 2011.
8. ↑  ”Listplacering”. http://norwegiancharts.com/showitem.asp?interpret=Simon+%26+Garfunkel&titel=Mrs%2E+Robinson&cat=s. Läst 23 maj 2011.
9. ↑  ”Listplacering”. Arkiverad från originalet den 27 oktober 2020. https://web.archive.org/web/20201027115812/http://www.flavourofnz.co.nz/index.php?qpageID=search%20listener&qartistid=3#n_view_location. Läst 24 mars 2021.
10. ↑  ”Listplacering”. http://hitparade.ch/showitem.asp?interpret=Simon+%26+Garfunkel&titel=Mrs%2E+Robinson&cat=s. Läst 23 maj 2011.
11. ↑  Salaverri, Fernando (2005). Sólo éxitos: año a año, 1959–2002 (1:a uppl.). ISBN 978-84-8048-639-2
12. ↑  ”Listplacering”. https://www.officialcharts.com/artist/8688/simon-and-garfunkel/. Läst 24 oktober 2019.
13. ↑  Hallberg, Eric (1993). Kvällstoppen i P3 (1:a uppl.). ISBN 91-630-2140-4
14. ↑  Hallberg, Eric (1998). Tio i topp - med de utslagna på försök 1961-74 (1:a uppl.). ISBN 91-972712-5-X
15. ↑  ”Listplacering”. https://www.billboard.com/music/simon-garfunkel. Läst 24 oktober 2019.
16. ↑  ”Charts Surfer”. http://www.charts-surfer.de/. Läst 24 mars 2021.